# Шос
Шос (пол. Szes, от нем. Schoss) — так назывался в Польше прямой налог, возложенный на мещанство. 
Сначала шос взимался городскими властями на нужды города, но около 1400 года под этим названием появляется сбор, идущий непосредственно в королевскую казну. 
Первоначально шос носил характер добровольного взноса, производимого городской общиной от времени до времени во исполнение желания, заявленного королём; однако уже в начале XV века шос обратился в обязательную повинность, падавшую притом не на всю городскую общину целиком, а на каждого мещанина в отдельности. 
Начиная с 1456 года установление шоса зависело от сеймиков или от сейма. Объектом обложения являлось недвижимое и движимое имущество (земля, дома, товары, деньги и т.п.), а единицей — гривна; обыкновенный размер — 2 гроша с гривны.